# Famille de Meester
 (janvier 2021).
La famille de Meester est une famille de la noblesse belge.

## Historique
Anobli en 1776, Pierre de Meester reçoit une concession de noblesse de l'impératrice Marie-Thérèse d'Autriche par lettres patentes expédiées le 19 juillet ; Gaspard-Antoine de Meester (auteur des trois premières branches) obtient ensuite reconnaissance de noblesse en 1823; cette famille est mentionnée sur la 1re liste officielle des nobles belges et plus tard, les concessions du titre de baron d'abord transmissible à la primogéniture mâle.

## Membres notables
À cette famille appartiennent :
- Pieter de Meester (1626-1691), aumônier de la ville de Malines, proviseur de Saint-Sacrement ;
- Pierre de Meester (1662-1731), échevin et trésorier de Malines ;
- Antoine de Meester (1696-1749), échevin et trésorier de Malines ;
- Gaspar Antoine de Meester (1751-1823), avocat au Grand conseil des Pays-Bas à Malines ;
- François de Meester (1759-1848), bourgmestre de Heindonk ;
- Constant Pieter Jan de Meester de Ravestein (1782-1853), bourgmestre de Hever ;
- Louis-J.-Boniface de Meester de Tilbourg (1783-1867) obtint le 12 juin 1823 une reconnaissance de noblesse et épousa en 1808 Jeanne van Gastel (1781-1829). Il acheta le moulin de Terlanen d'Overijse lors de la vente publique des anciennes seigneuries du dernier comte de Hornes.
- Pierre Jean de Meester (1790-1847), bourgmestre de Leest et de Hombeek ;
- Hortense de Meester (1800-1853), 1re épouse d'Omer Ablaÿ, Lieutenant général de cavalerie ;
- Emile de Meester de Ravestein (1812-1889), ambassadeur de Belgique près le Saint-Siège de 1849 à 1859
- Léopold de Meester (1825-1885), bourgmestre de Leest, conseiller provincial d'Anvers, ;
- Athanase de Meester (1829-1884), membre du Sénat belge en 1884 ;
- Raymond de Meester de Betzenbroeck (1841-1909), membre du Sénat belge de 1889 à 1907 ;
- baron Emmanuel de Meester (1866-1943), membre de la Chambre des représentants de Belgique de 1902 à 1906, puis de 1910 à 1918, membre du Sénat belge de 1918 à 1925 ;
- Raoul de Meester (1873-1950), en religion Placide de Meester, moine bénédictin et historien, professeur au Collège pontifical grec ;
- Raoul de Meester de Betzenbroeck (1875-1945), fondateur du club automobile 'Motor-Union' à Malines
- François de Meester de Heyndonck (1879-1973), membre de la Chambre des représentants de Belgique de 1930 à 1946 ;
- baron Léopold de Meester (1903-1984), conseiller communal d'Anvers, conseiller provincial d'Anvers ;
- baron Raymond de Meester de Betzenbroeck (1904-1995), sculpteur animalier ;
- baron Bernard de Meester de Ravestein (nl) (1908-1993), historien, bourgmestre de Hombeek ;
- baron Hervé de Meester de Betzenbroeck  (1909-1980), officier de l'Armée secrète, président de la Société des bibliophiles liégeois ;
- Pierre de Meester de Ravestein (1919-2005), diplomate ;
- Paul de Meester de Ravestein, prêtre jésuite, professeur à l'Université de Lubumbashi.

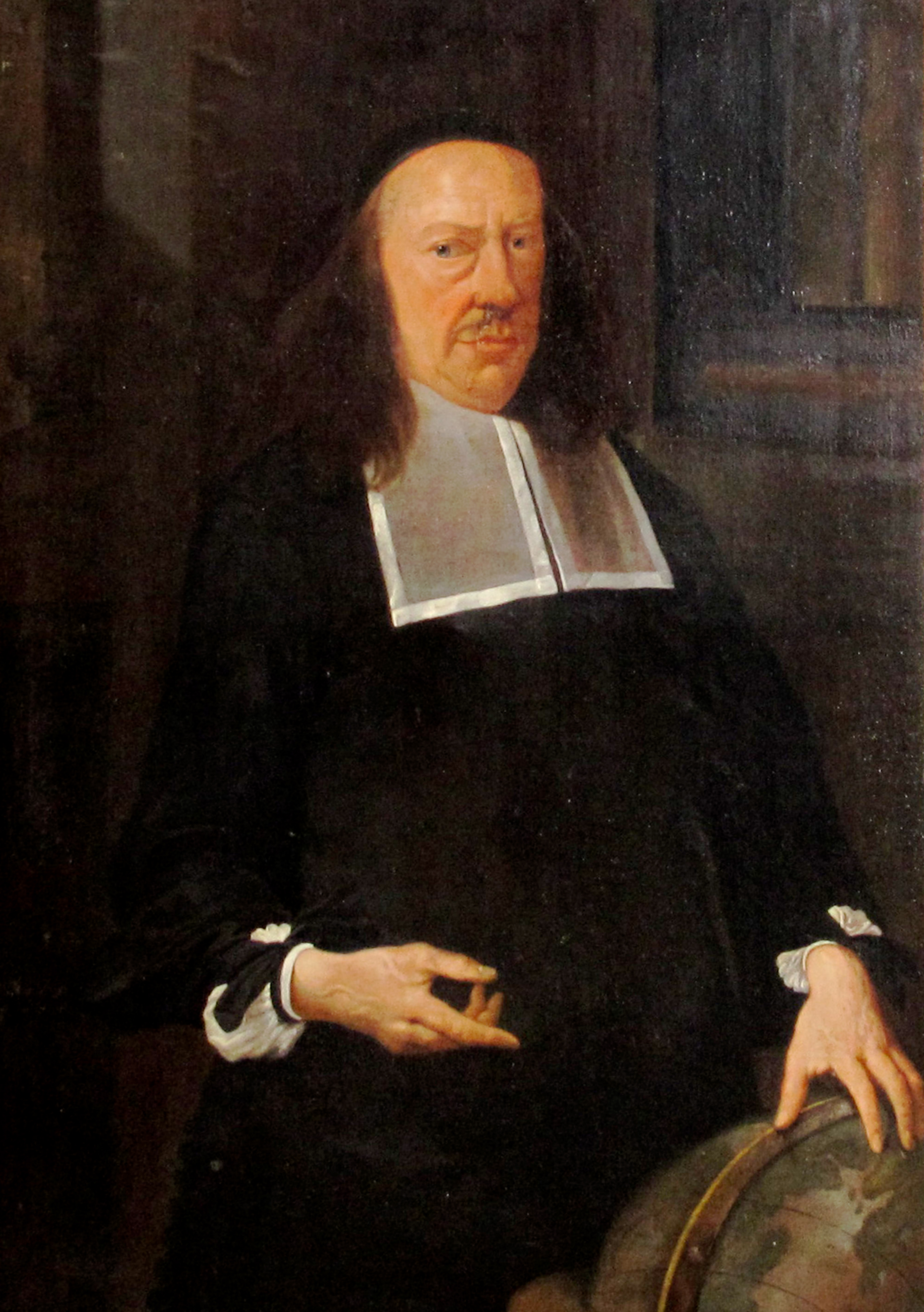
Pieter de Meester (1626-1691)
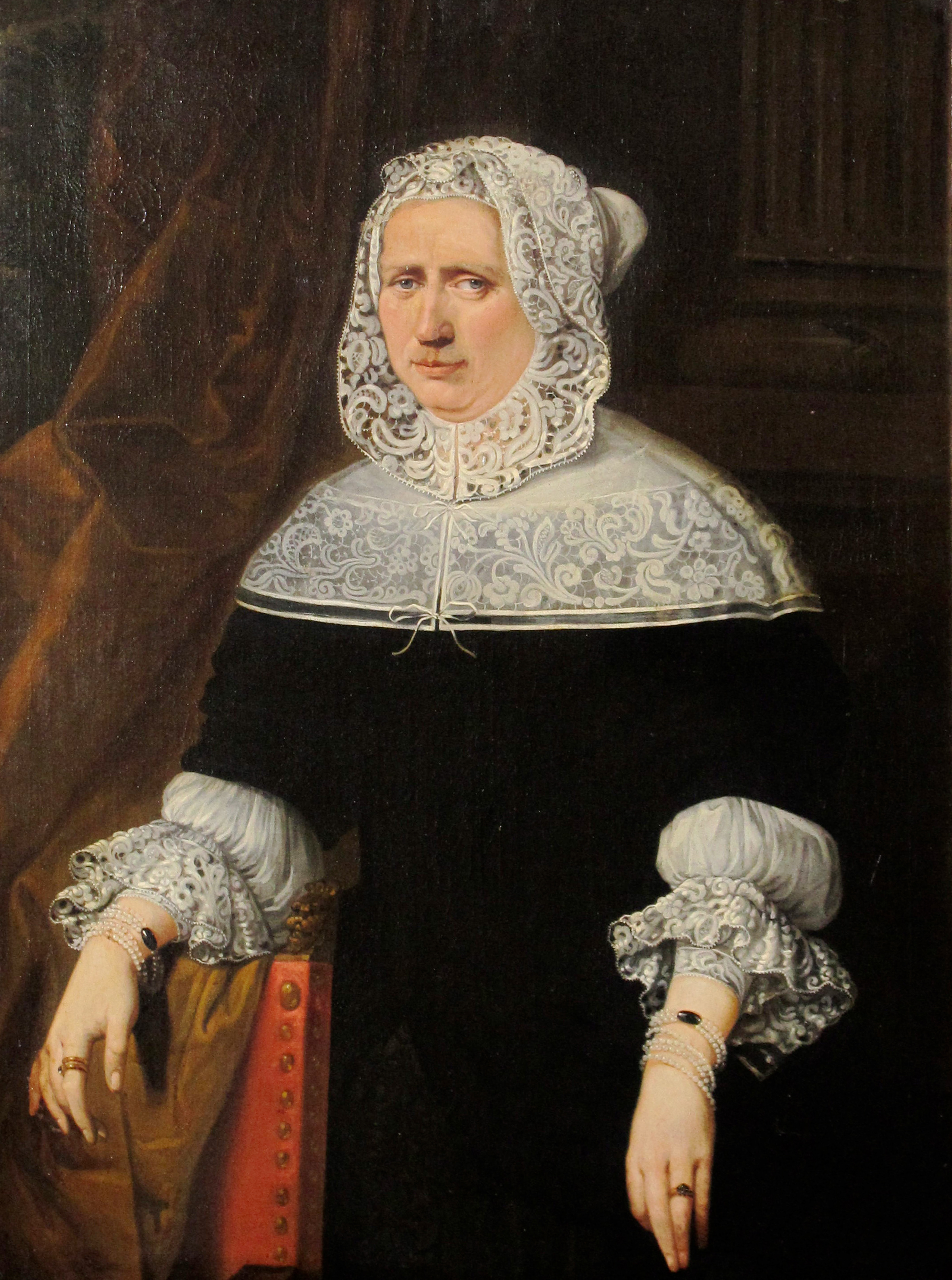
Catharina de Dryver (1635-1688), épouse de Pieter de Meester
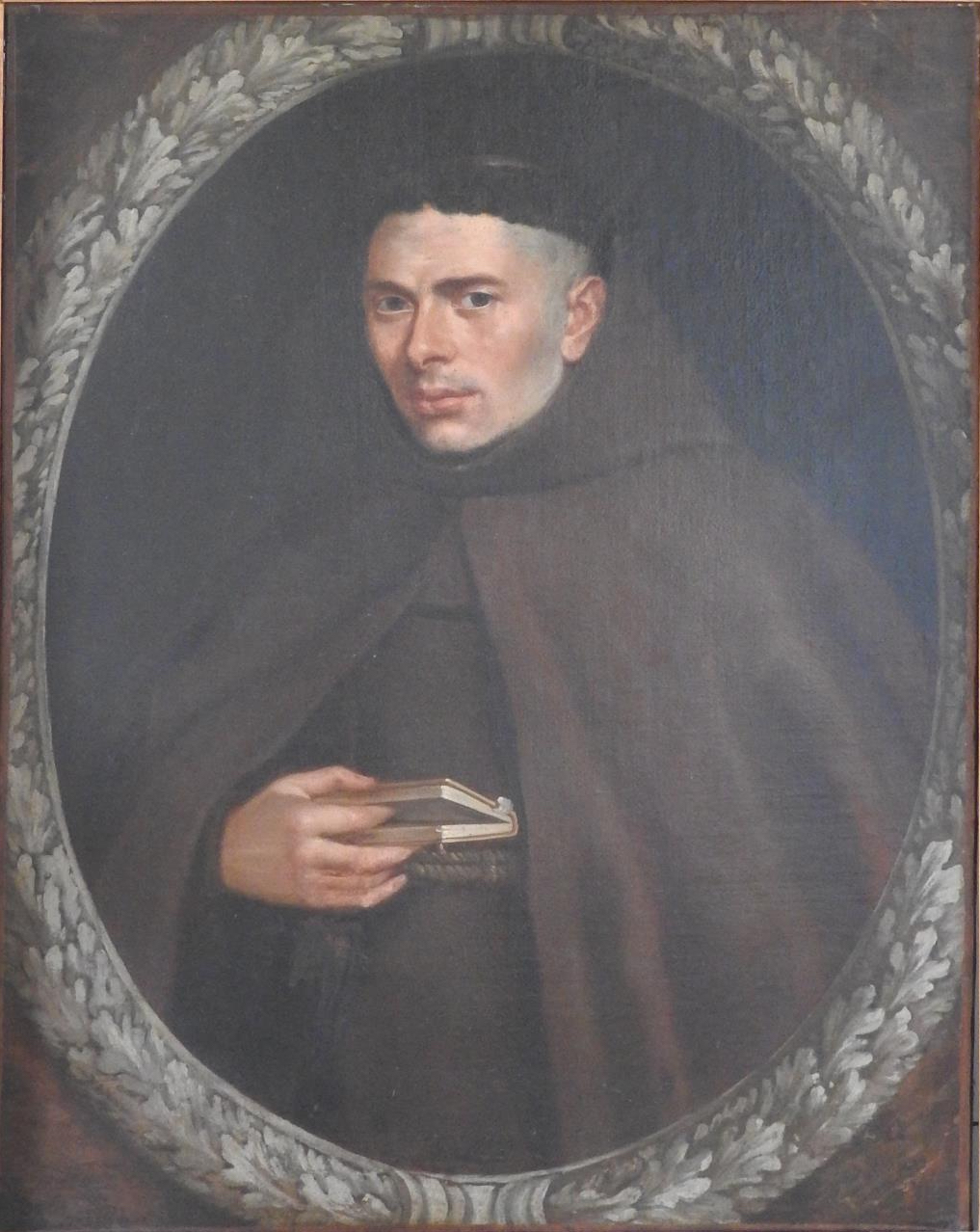
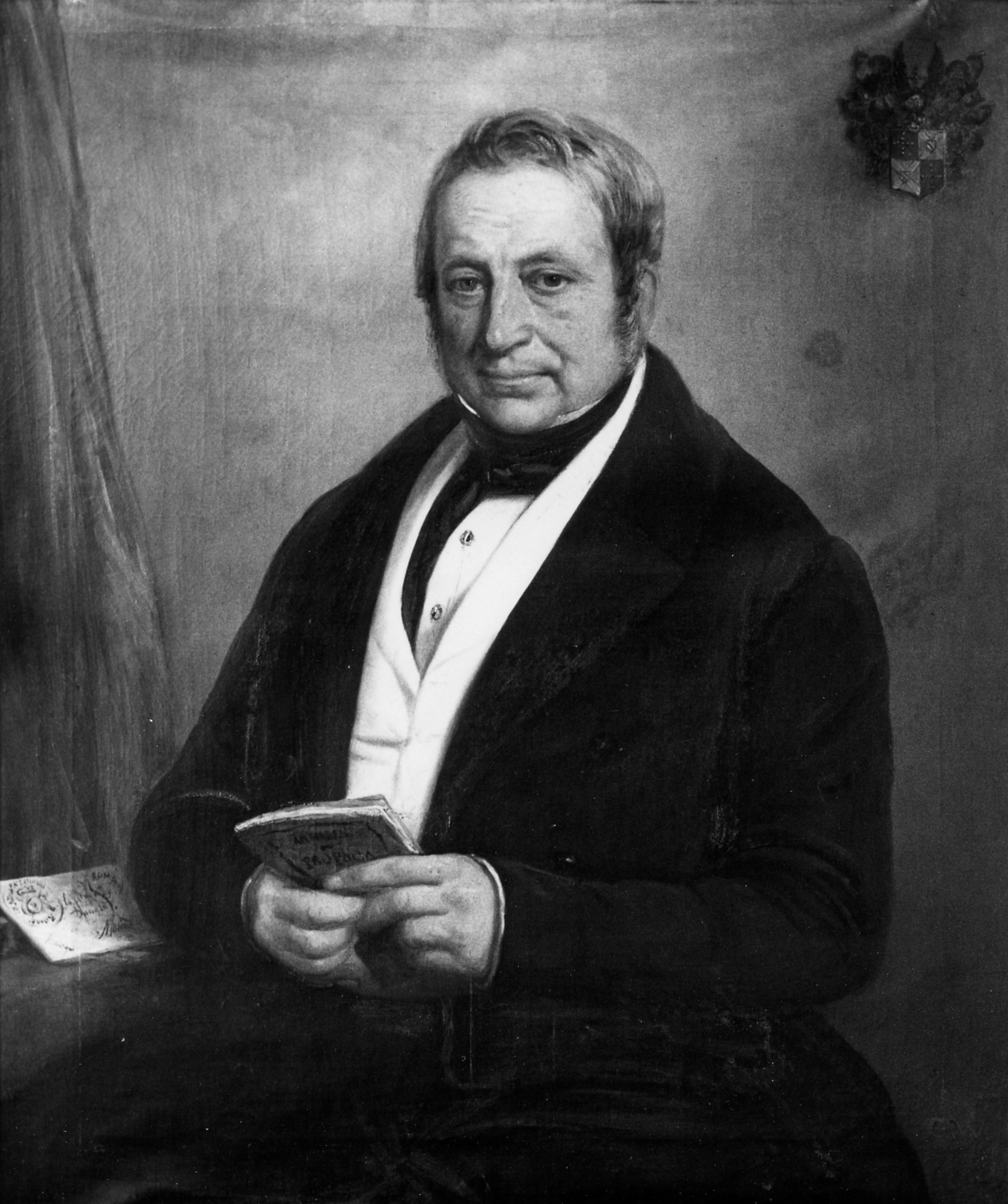
Constant Pieter Jan de Meester de Ravestein (1782-1853)
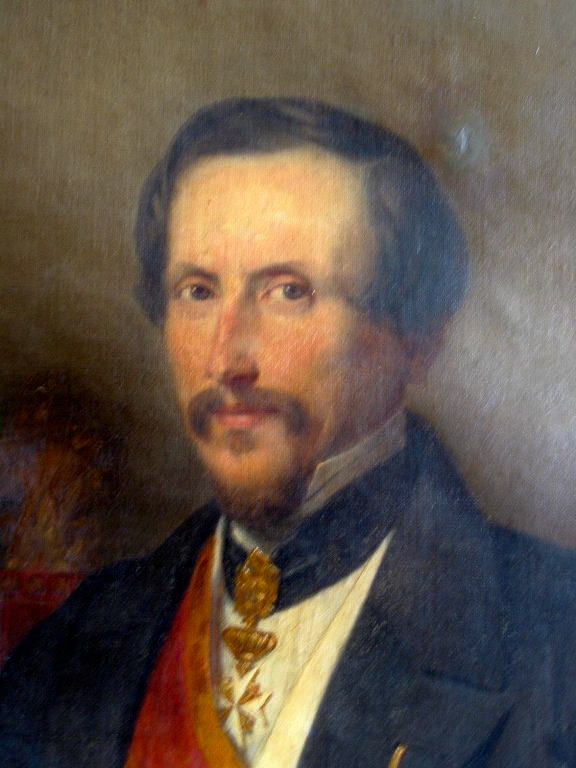
Emile de Meester de Ravestein
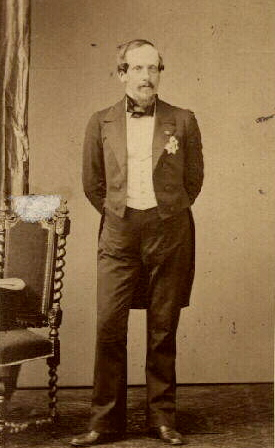
Paul de Meester de Ravestein

## Littérature
- Charles POPLIMONT, La Belgique héraldique: recueil historique, chronologique, généalogique et biographique complet de toutes les maisons nobles, reconnues de la Belgique, 1866
- Tablettes du Brabant, Volume 6
- Liste des titres de noblesse, chevalerie et autres marque d'honneur, accordées par les Souverains des Païs-Bas, depuis 1659 jusqu'à la fin de 1782, Chez Jos Ermens, Bruxelles, 1784.
- Fernand de Ryckman de Betz, Armorial général de la noblesse belge, H. Dessain, Liège, 1957, pages 313 à 315.